# Jean Burkhalter
Pour les articles homonymes, voir Burkhalter.
Jean Burkhalter, né le 17 octobre 1895 à Auxerre et mort le 11 novembre 1982 à Avallon, est un artiste français qui fut connu des années 1920 aux années 1940 pour sa pratique des arts appliqués autant que pour celle des arts plastiques.
Il fut ainsi décorateur, créateur de tissus, de couverts et de pièces d'argenterie, peintre sur toile et sur papier, auteur de fresques, mais aussi professeur de dessin et de composition picturale.

## Biographie

### Enfance et jeunesse
Né au sein d’une famille auxerroise de six enfants dont il était l’aîné, Jean Burkhalter nait au sein d'un milieu aisé (son père était grainetier sur la Place de l’Hôtel de Ville d'Auxerre). Ayant perdu son père en 1912, puis sa mère en 1915, il part à Paris à l’âge de 18 ans. Au moment de l’ordre de mobilisation générale il est réformé pour raison de santé et peut s’inscrire en 1915 à l’École nationale supérieure des arts décoratifs où il poursuivra ses études jusqu’en 1919.
Il collabore alors à plusieurs maisons de décoration, étant compétent dans des domaines différents :  les tissus et tapis, la création et l’édition de toiles imprimées, l’orfèvrerie, ce qui lui permet de participer pour la première fois au Salon des artistes décorateurs en exposant des couverts et des pièces d'argenterie.
En 1920, c’est à la Galerie des artistes modernes qu'il expose également des tissus, tandis qu'au Salon d’Automne puis, en 1921, au Salon de la Société nationale des beaux-arts il présente des peintures.

### Grenoble et Paris: le succès dans les arts décoratifs
Il se marie en 1922 avec Gabrielle Ammann (dont il aura deux fils) après avoir accepté, pour deux ans, la chaire de dessin et de composition de l’école d’Art industriel de Grenoble et il commence une étroite collaboration avec Jean et Joël Martel, participant notamment, avec Djo-Bourgeois, à la réalisation du monument du Jardin Claude-Debussy à Paris, ville où il retournera s'installer en 1924. Durant cette période, il dessine alors :
- des meubles avec Pierre Chareau
- deux affiches pour le film L'Inhumaine de Marcel L'Herbier, ceci de nouveau avec Djo-Bourgeois, tandis que les décors du film sont créés par Robert Mallet-Stevens, les meubles par Pierre Chareau et les peintures par Fernand Léger
- et pour les ateliers d'art des Grands Magasins du Printemps[3] des poteries et du mobilier.

Durant l'Exposition internationale des Arts décoratifs et industriels modernes de 1925, le Grand Prix hors concours et membre du Jury lui est décerné pour sa conception du stand de Pierre Imans, un célèbre fabricant de figures de cire (considérées désormais comme des mannequins de vitrine Art déco).
Dans les années qui suivent il adhère au Syndicat de la propriété artistique (l'ancêtre de la SPADEM), à L'Essor, association Loi 1901 sise à Dijon, connue également sous le nom d'Union des artistes et artisans d'art bourguignons, et il participe au Salon des Tuileries tout en étant membre actif de la SAD, Société des Artistes décorateurs, mais sa vocation est autre et il abandonne la SAD en 1929.
Le 15 mai 1929, il contribue à la création de l'U.A.M., l'Union des artistes modernes qui réunit alors les artistes décorateurs et les architectes les plus avant-gardistes et dont il est l'un des membres fondateurs avec Robert Mallet-Stevens, Sonia Delaunay, Le Corbusier, les frères Martel, Charlotte Perriand ou encore Jean Prouvé. Lors de la première exposition de l’U.A.M, organisée en 1930 au Musée des Arts décoratifs, il présente notamment ses créations de mobilier métallique en tube émaillé, corde et osier, de formes audacieuses pour l'époque. Il en sera membre jusqu'en 1950.

### Le retour à Auxerre et le choix de la peinture

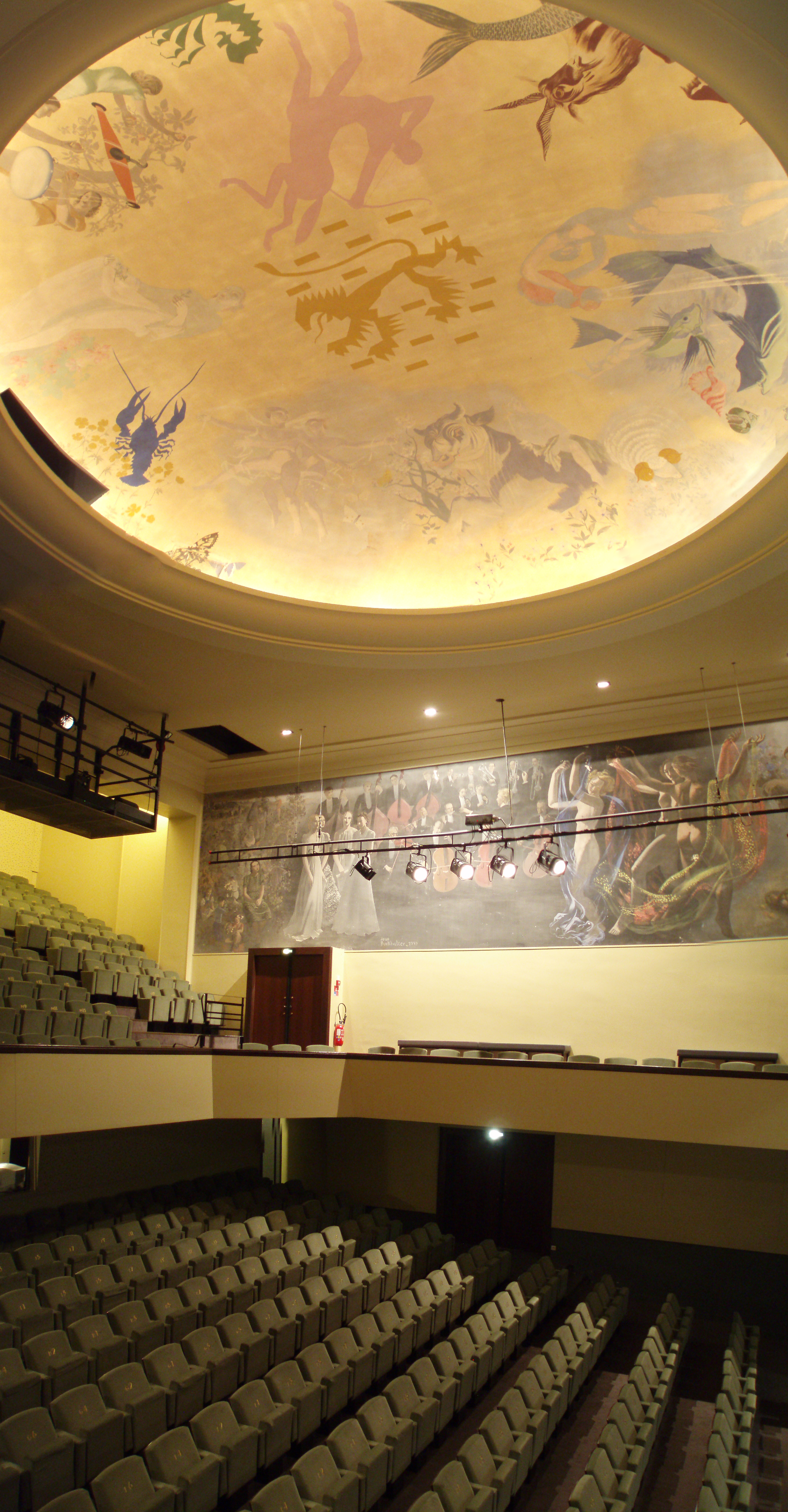
Grande salle du Théâtre d'Auxerre avec les fresques de Jean Burkhalter réalisées entre 1939 et 1942

Au début des années 1930, il se consacre de plus en plus à la peinture et l'une de ses œuvres, Le Port de Sormiou, est acheté par l'État et placée au Musée du Luxembourg en 1933.
Après avoir exposé ses gouaches à côté des sculptures des frères Martel à la Galerie Art et Décoration en 1934, gouaches qui lui valurent un article du critique d'art belge Paul Fierens (1895-1957), il abandonne la création de meubles et d'objets décoratifs et déménage à Auxerre pour se consacrer à sa fonction de Directeur de l'École municipale des Beaux-Arts d'Auxerre, tout en enseignant le dessin et la composition, ce qui l'éloigne du milieu artistique parisien.
Sollicité par la Manufacture nationale de Sèvres, il propose néanmoins des modèles de décors pour vases et assiettes dont neuf seront finalement retenus.
Sous le Front populaire, c'est uniquement en tant que peintre qu'il participe à l'Exposition universelle de 1937, en peignant notamment des figures allégoriques aux côtés d'autres peintres célèbres de l'époque tels que Robert Delaunay, Maurice Denis, Raoul Dufy, Marcel Gromaire, Fernand Léger ou encore Jean Lurçat : il obtient une médaille d'argent pour ses décors, intégré au "Pavillon de la Solidarité nationale" dessiné par Mallet-Stevens.

Blason d'Auxerre

En mars 1938, la municipalité d'Auxerre lui commande, pour sa Maison du peuple, des panneaux décoratifs et des fresques pour ses plafonds. La réalisation de deux panneaux de 14 mètres ainsi que d’une coupole où apparaissent les douze signes du zodiaque (dont un Lion qui ressemble à celui du blason d'Auxerre et en guise de Cancer une écrevisse bleue) durera de 1939 à 1942 et sont toujours visibles actuellement dans ce lieu devenu le Théâtre d'Auxerre.

### Saint-Etienne et Limoges
Ayant posé sa candidature, il est nommé, en 1944, au poste de directeur de l'École régionale des Beaux-Arts de Saint-Étienne. Il réalise alors de nombreuses gouaches représentant des paysages de la région.
Puis à partir de 1946 et pendant plus de quatorze ans, il devient Directeur de l’École d’Art Décoratif et du Musée national Adrien Dubouché qui se trouvaient à l'époque sur le même site, à Limoges. Il produit alors de nombreuses peintures décoratives pour céramique et porcelaine.
En 1953, il réalise plusieurs peintures murales, représentant notamment saint Martin au centre avec des anges de chaque côté, pour orner la nouvelle église Saint-Martin d'Oradour-sur-Glane.

### Retour définitif dans l'Yonne
De retour dans l'Yonne en 1960, d'abord à Noyers-sur-Serein puis à Blacy, il participe au Cinquantenaire de l'Exposition de 1925 au Musée des Arts-décoratifs de Paris, du 15 octobre 1976 au 2 février 1977. Il meurt en 1982 à l'hôpital d'Avallon et est inhumé au cimetière de Blacy sous la pierre tombale qu'il avait lui-même dessinée.

## Œuvres picturales et études préparatoires
Dans un de ses manuscrits intitulé « Ligne, surface, volume », jamais publié mais cité dans l'ouvrage de Laure Guillier et al. déjà cité, Jean Burkhalter avait écrit : L’art, pris dans son sens le plus général, est un jeu cérébral plus ou moins élevé, mais c’est un jeu… On peut considérer que c'est vraiment sur un très grand nombre de médiums qu'il a joué, sans doute jusqu'à La leçon d'Histoire Naturelle, une huile sur isorel de 70 x 100 cm datant de 1981.
Ses œuvres, appartenant pour la plupart à des collections particulières, sont si nombreuses et si variées (aquarelles, sanguines, huiles...) que nous ne citerons ici que les suivantes :

- Le hameau aux grands arbres, huile sur toile, 55 x 46 cm, 1929, conservée au MUDO, Beauvais.
- Le port de Sormiou (Provence), huile sur toile, 65,5 x 100,5 cm, acquisition de l'État, 1932, actuellement conservée par le Musée national d'art moderne, à Paris[9].
- Une quinzaine d'éléments de mobilier (tapis, fauteuils, chaises, etc.) datant des années 1920 et du début des années 1930, conservés au Musée national d'art moderne[10], ou au Musée des Arts décoratifs[11], à Paris.
- Un tableau, une gouache et de nombreuses illustrations, datant des années 1930 aux années 1950, conservés au Centre nationale des arts plastiques[12].
- De nombreux dessins préparatoires destinés à la décoration de vases ou d'assiettes, conservés à la Manufacture de Sèvres[13].
- Études préparatoires aux fresques dites du Théâtre municipal d'Auxerre (1938-1939), huile et gouache sur isorel, fonds consultable sur rendez-vous au Musée-Abbaye Saint-Germain d'Auxerre.
- Ses peintures murales du Théâtre d'Auxerre et d'Oradour-sur-Glane citées plus haut.

## Orientation bibliographique

### Ouvrages illustrés par Jean Burkhalter
- Illustrations de l'ouvrage de Jean Nocher La Liberté chantait dans sa prison, préface de Maurice Schumann, Éditions de "L'espoir", Saint-Étienne, 1945.
- Illustration de la couverture de l'ouvrage de Jean Nocher Plate-forme 70, ou l'âge atomique, préface de Claude Bourdet, Éditions de "L'espoir", St-Étienne, 1946.